# Shining (mini-série)
Pour les articles homonymes, voir Shining.
Shining : Les Couloirs de la peur (The Shining) est une mini-série Américaine en trois parties de 87 minutes, réalisée par Mick Garris sur un scénario de Stephen King, diffusée du 27 avril au 1er mai 1997 sur le réseau ABC.
En France, elle a été diffusée pour la première fois le 5 août 2000 sur TF1.
En tant que spectateur, Stephen King trouvait le film Shining excellent mais en tant qu'écrivain, il détestait cette adaptation qui, disait-il, trahissait son roman. Il a alors écrit, produit et supervisé la réalisation de cette mini-série en 1997.
L'histoire se déroule dans un prestigieux hôtel, l’Overlook. Jack Torrance, un écrivain un peu perdu, en panne d'inspiration, accepte un emploi de gardien à l'hôtel Overlook, totalement coupé du monde durant l'hiver. Jack vient y séjourner, accompagné de sa femme Wendy et de Danny, leur fils. Cet hôtel est marqué par de terribles massacres, suicides et autres faits divers morbides qui ont eu lieu par le passé. Jack est un ancien alcoolique. Il n’a pas bu une goutte depuis plusieurs mois et compte profiter du temps passé dans l’hôtel pour écrire une pièce. Mais Danny possède un don particulier et reçoit des visions lui indiquant le danger que représente l’hôtel. Une fois sur place, il est perpétuellement assailli par des visions plus effrayantes les unes que les autres. Danny se heurte à des fantômes et des forces démoniaques. Ce n'est que le début d'étranges et mystérieuses apparitions qui vont se faire, au fur et à mesure du temps, de plus en plus dangereuses. Son père se laisse abuser par les fantômes de l'hôtel Overlook et recommence à boire. Complètement alcoolisé, il s'en prend à sa femme et à son fils avec un maillet de croquet. Alerté par Danny via le Shining, cet étrange don de clairvoyance, le cuisinier Dick Hallorann décide de se rendre de toute urgence à l'hôtel pour empêcher qu'un nouveau massacre n'y soit commis.

## Synopsis

### Première partie

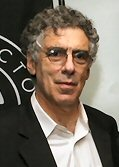
Elliott Gould, interprète de Stuart Ullman.

Dans les sous-sols de l’hôtel Overlook, un superbe lieu de villégiature niché dans les montagnes du Colorado, Jack Torrance, écrivain raté et ancien alcoolique, tente de décrocher un poste de gardien pendant la période hivernale. Briefé par Watson, l'homme à tout faire, il apprend que son travail consistera principalement à surveiller la vieille chaudière de l'hôtel qui menace régulièrement d'exploser si sa pression n'est pas baissée chaque soir. Watson en profite également pour lui dévoiler certains scandales ayant éclaboussé la réputation de l'hôtel. Le dernier n'est pas le moindre puisqu'au cours de l'hiver précédant son entretien d'embauche, l'ancien gardien de l'hôtel, un certain Delbert Grady s'est suicidé. Jack poursuit ensuite la visite en compagnie d'Ullman, le directeur de l'hôtel. Celui-ci se montre réticent à l'idée de confier les clefs d’un hôtel aussi prestigieux à un ancien ivrogne. Mais Jack le rassure en lui disant qu’il n’a pas bu une goutte depuis des mois et que sa famille sera avec lui pour lui tenir compagnie. Pendant ce temps, chez lui, sa femme Wendy et son fils Danny attendent son retour avec impatience.
Danny n’est pas un enfant comme les autres. Il possède en effet un don spécial qui lui permet de voir des choses que les autres ne voient pas. Alors qu'il guette dehors le retour de son père, il voit Tony, une personne qui apparaît souvent dans ses visions qui le met en garde contre l'hôtel. Danny plonge alors dans une sorte de transe et voit une vision terrifiante de ce qui l'attend sur place. Mais Danny sait très bien que son père a besoin de ce travail pour se reconstruire. Il sait aussi qu’il va devoir passer tout l’hiver dans cet hôtel malfaisant.
Quand Jack rentre chez lui, il s’empresse d’annoncer la bonne nouvelle à sa famille, mais Danny réagit étrangement à cette annonce, car il croit voir un maillet de croquet ensanglanté dans la voiture de son père : le croquet de Denver est le jeu proposé aux clients de l’hôtel Overlook. Malgré cette vision, il ne parlera pas à ses parents du danger qui s’annonce, préférant prendre sur lui dans l’intérêt de la famille.
Jack appelle un peu plus tard son ami Al Shockley, un riche héritier et ancien compagnon de beuverie, pour le remercier de lui avoir permis de décrocher cet emploi de la dernière chance. Bien qu'il ait souhaité que Jack soit honnête avec Ulmann concernant ses anciens problèmes de boisson, Al Shockley ne lui en renouvelle pas moins sa confiance.
Quelque temps plus tard, la famille Torrance est en route pour l’hôtel. Alors que leur petite voiture peine à gravir la pente, Jack se sent optimiste et prend plaisir à montrer à sa famille depuis un belvédère le lieu où ils vont résider pendant 6 mois. Mais Danny ne partage pas son enthousiasme car Tony lui apparaît et lui adresse une nouvelle mise en garde.
Après un long voyage, la famille Torrance arrive enfin à l’Overlook. L'extérieur est occupé par un vaste terrain de jeu entouré d'animaux taillés en buis. Ils font ensuite la connaissance de Dick Hallorann, le cuisinier, qui demande à Danny de l’aider à mettre ses bagages dans sa voiture, pendant que ses parents font le tour de l’hôtel avec Watson.
Dick possède lui aussi le don du shining et prend rapidement Danny sous son aile, en l'avertissant du danger qui l’attend. Durant ses années passées à l’Overlook, Dick a été lui témoin d'apparitions le plus souvent effrayantes. Pour cette raison, il conseille à Danny de ne jamais entrer dans les chambres des clients, et surtout de détourner systématiquement les yeux et de compter jusqu'à 10. Ainsi ses visions disparaîtront sans jamais l'atteindre. Juste avant de retrouver le reste de la famille Torrance, Dick le rassure une dernière fois en lui proposant de l'appeler si jamais il se sent menacé au cours de l'hiver.
Après ces avertissements, ils retrouvent les parents de Danny pour terminer la visite de l’hôtel. Ces derniers sont littéralement sous le charme du lieu, et ne se rendent pas compte que Danny est déjà témoin de visions terrifiantes. Dick Hallorann parti, la famille Torrance se retrouve seule dans l’hôtel.
Quelques semaines plus tard, alors qu’il répare une partie du toit de l’hôtel, Jack découvre un nid de guêpes enfoui dans l’isolation et se fait piquer à plusieurs reprises. Avec une bombe aérosol, il réussit à s’en débarrasser. Quand sa femme et son fils rentrent des courses, il leur montre le nid de guêpes et Danny demande l’autorisation de le mettre dans sa chambre, étant donné que Jack l’a bien nettoyé et qu'il n’y a plus aucun danger. Le soir même, alors que Danny se trouve dans la salle de bains, il revoit une nouvelle fois Tony qui lui ordonne de fermer à clef et lui montre une horrible vision. Inquiète de ne pas avoir de réponse de son fils, Wendy s’affole et crie à Danny de lui ouvrir la porte. Alerté par ses cris, Jack, en train d’écrire sa pièce, se précipite pour voir ce qui se passe. N’ayant aucune réponse de Danny, Jack décide d’enfoncer la porte. Il découvre alors, avec Wendy, leur fils en pleine crise de convulsion. Danny se réveille et dit à ses parents que Tony était là, mais Jack commence à s’énerver et en secouant Danny un peu trop fort, il lui cogne la tête contre les toilettes. Danny part en sanglots et Wendy menace Jack si jamais il recommence. La tension est palpable, étant donné que, quelques mois auparavant, alors qu’il était ivre, Jack avait déjà cassé le bras de Danny. Cette fois, Jack est parfaitement sobre et tente d’expliquer à sa femme qu’il ne voulait pas lui faire de mal.
Plus tard dans la nuit, Jack et Wendy sont alertés par les cris de leur fils ; quand ils se précipitent dans la chambre, ils constatent qu’elle est remplie de guêpes en train d’attaquer leur fils. Jack ne comprend pas, car il avait tué toutes les guêpes avant de donner le nid à Danny. En rentrant dans la chambre, Jack prend des photos des piqûres pour avoir des preuves de l’inefficacité de la bombe aérosol. Il réussit à mettre l’objet dans une boîte pour finalement le mettre dehors, dans le froid, pour tuer les dernières guêpes. Plus tard, toutes les chaises de l’Overlook se mettent à tomber : Jack rassure Wendy que c’est probablement dû à ses mouvements quand il est allé chercher une boîte pour les guêpes. Pendant la nuit, l’hôtel se met brusquement à vivre, les feux et les lampes s’allument, le jukebox se met en marche...

### Deuxième partie

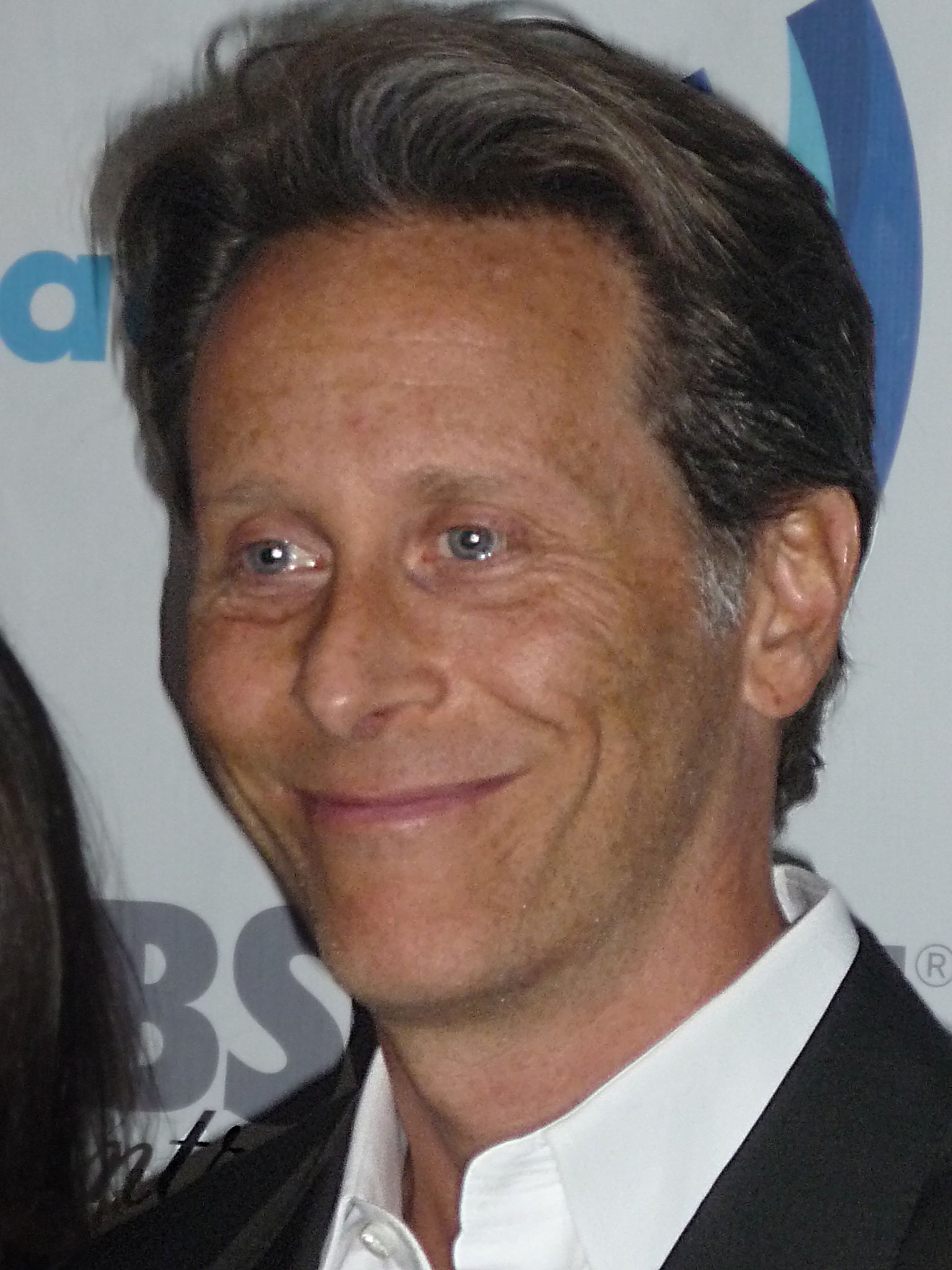
Steven Weber, interprète de Jack Torrance.

Jack profite du temps qu’il reste avant d’être coupé du monde par la neige pour aller aux réunions d’alcooliques anonymes.
Pendant ce temps, Wendy emmène Danny chez le docteur pour inspecter les piqûres de guêpes. Aucune blessure grave n’est à déplorer; néanmoins, le docteur parle à Wendy du bras cassé. Wendy avoue que c’est Jack qui a cassé le bras de Danny lorsqu’il était ivre, mais assure au médecin que son mari n'a pas bu une goutte depuis cette date. Quelque temps plus tard, dans les sous-sols de l'Overlook, Jack découvre un ouvrage retraçant l'histoire de l'hôtel, et surtout les violents scandales qui l'ont éclaboussé. Il a alors une révélation, et décide de s'inspirer de ces mémoires pour écrire un livre. Mais alors qu'il parcourt ces archives, des bruits étranges se font entendre, Jack prend peur et quitte le sous-sol.
La neige se met finalement à tomber quelques semaines plus tard, alors que des voix tentent régulièrement d'attirer Danny dans l'une des chambres.
Ce dernier est irrésistiblement fasciné par la chambre 217, chambre que Dick Halloran lui a formellement interdit d'approcher. Mais, alors qu’il s’apprête à ouvrir la porte, Tony apparaît et met en garde Danny de ne pas laisser les fantômes l’atteindre. Danny se retourne et se retrouve face à un tuyau d’incendie, ancien et semblant avoir de longues dents pointues. Danny se dit que ce tuyau ne peut rien lui faire, mais au même moment le tuyau tombe et du sang s’en échappe. Danny prend peur et s’enfuit. Alors qu’il est sur le point de remettre le passe-partout en place, Jack surprend son fils et s’énerve contre lui. Danny tente de lui dire qu’il ne l’a pas utilisé, mais Jack, souffrant de maux de tête, ne veut pas entendre son histoire et lui rappelle qu’il y a des règles à suivre, qu’il ne doit, en aucun cas, aller dans les chambres des clients.
Le soir, après s’être fait bordé par sa mère, Danny voit le mot « REDRUM » en lettres de sang sur le mur. Il essaie d’en saisir le sens et demande le sens du mot à sa mère, mais elle ne comprend pas ce qu’il veut dire. Wendy partie, il ferme les yeux et compte jusqu'à dix : le mot disparaît, mais revient peu après sur la vitre de sa chambre en lettres de glace, puis réapparaît sur le mur...
Quelques instants plus tard, Wendy rejoint son mari avec l’espoir qu’ils iront se coucher ensemble, mais Jack semble assez énervé du fait que Danny laisse traîner ses jouets partout. Wendy essaie de lui faire comprendre qu’il n’a que 7 ans et qu’à cet âge, il est normal d’avoir ce type de comportement. Jack lui avoue ensuite qu’il prévoit d’écrire un livre sur l’histoire de l’hôtel, ce que Wendy n’apprécie pas : elle lui fait part de son inquiétude face au comportement de Danny vis-à-vis de l’hôtel, et pense qu’il serait préférable pour eux de partir le plus vite possible. Mais Jack lui fait comprendre qu’il a besoin de ce travail pour reconstruire sa carrière.
Quelques jours plus tard, alors que Jack déblaie la neige du terrain de jeux et en profite pour s'amuser sur une balançoire, il est à son tour pris d'hallucinations en voyant les animaux de buis, normalement ensevelis sous la neige, se rapprocher de lui. Il prend peur et court se mettre à l'abri à l’hôtel, mais plus il trébuche et tombe à terre, plus les animaux semblent en profiter pour se rapprocher de lui.
Un peu plus tard, alors que Wendy est en train de faire la sieste, et que Jack se sent plus perdu que jamais, Danny retourne à la chambre 217. Muni du passe-partout, il pénètre dans la chambre guidé par une voix de femme. Tony tente à nouveau de le mettre en garde mais il décide de passe outre et se dirige vers la salle de bain. Après avoir vu une silhouette derrière le rideau de douche, il ferme les yeux et compte jusqu'à dix ce qui fait disparaître la silhouette. Mais alors qu'il s'avance vers la baignoire et qu'il tire le rideau de douche, une femme morte-vivante est assise dans la baignoire et lui souhaite la bienvenue en souriant. Terrifié, il s’enfuit en courant mais la femme à l’allure cauchemardesque parvient à sortir de la baignoire et se lance à sa poursuite. Danny a juste le temps de sortir de la chambre quand deux bras putréfiés l'agrippent et le ramènent dans la chambre... Pendant ce temps, Jack qui s'est assis dans le bureau d'Ulmann est surpris d’entendre la voix de son père sortir de la CB, seul moyen pour eux de contacter l'extérieur. La voix l'avertit que son fils a une nouvelle fois désobéi aux règles, et qu’il mérite une bonne correction. Partagé entre la colère et la peur, Jack détruit la radio dans un élan de rage avec son maillet de croquet.
Il part ensuite à la recherche de Danny en hurlant son nom, ce qui réveille Wendy de sa sieste. Jack accuse Danny d’avoir cassé la radio, ce qui surprend Wendy. Alors que Jack monte l’escalier en hurlant de colère, il découvre son fils, en transe, avec des marques d’étranglement. Wendy accuse immédiatement Jack et emporte son fils pour le mettre en sécurité. Mais Jack clame son innocence et constate qu’il y a des marques de rouge à lèvres sur la chemise de Danny. Tout d’un coup, Danny se réveille en hurlant « C’était elle ! » et leur raconte ce qui s’est passé dans la chambre 217. Jack décide d’aller voir de lui-même si une femme se trouve dans cette chambre. Alors qu'il pénètre dans la salle de bains, il ne constate tout d'abord rien d'anormal, à l'exception d'un tube de rouge à lèvres oublié dans l'armoire à pharmacie et d'une trace de pas humide sur la moquette de la chambre. Mais alors qu'il s’apprête à partir, le bruit d’une tringle à rideau qui coulisse le fait se retourner en sursaut et il aperçoit à son tour la silhouette d’une femme dans la baignoire.

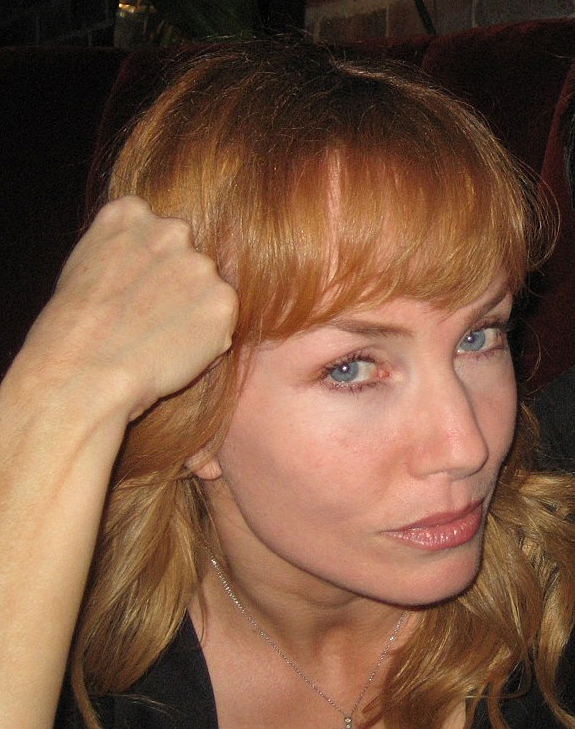
Rebecca De Mornay, interprète de Wendy Torrance.

Quittant la chambre à toute vitesse, il a le temps de voir la poignée de la porte tourner sur elle-même comme si une personne de l’intérieur voulait sortir de la chambre. Mais se refusant à admettre qu'il s'agit d'autre chose qu'une hallucination, Jack redescend retrouver Danny et Wendy. Le soir, Jack essaie à nouveau de convaincre Wendy que Danny est bien l’auteur de la destruction de la radio mais elle ne le croit pas, et lui demande à partir de l’hôtel le plus vite possible avec le scooter des neiges. Jack n'est pas emballé à l'idée d'affronter le froid glacial sur le seul scooter mais promet néanmoins d’aller voir si ce dernier est en bon état.
Le lendemain, alors qu’il se retrouve face au scooter, il voit un mot lui priant de réfléchir à deux fois avant de quitter les lieux. Il a alors une vision d'Horace Derwent, l'ancien propriétaire de l’Overlook à la fin de la Seconde Guerre mondiale, qui le persuade de choisir son destin. Jack s'empare alors du maillet de croquet et défonce le scooter. Plus tard, il montre le désastre à sa femme en lui disant que Danny est peut-être l’auteur de cette destruction.
Plusieurs jours plus tard, Alors que Wendy est occupée à faire le ménage, et que Jack est au sous-sol en train d’éplucher les archives de l’hôtel, Danny est seul dans l’aire de jeu enneigée. Alors qu’il a le dos tourné, les animaux sculptés dans le buis se rapprochent dangereusement de lui...

### Troisième partie

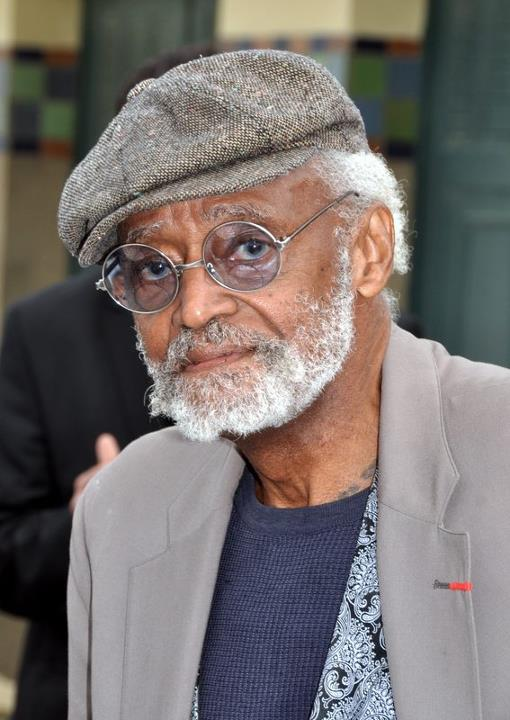
Melvin Van Peebles, interprète de Dick Hallorann.

Wendy a alors un mauvais pressentiment, alors qu’elle lave des vitres et se rend compte que les portes de la pièce se referment toutes seules. Inquiète, elle comprend que les fantômes de l’hôtel veulent l’enfermer pour s’en prendre à Danny, seul sur l'aire de jeu. Wendy casse la vitre de la porte et hurle pour alerter Jack, celui-ci finit par la rejoindre. Danny ne se rend pas compte que derrière lui, les figures de buis se sont mis à bouger et se dirigent vers lui. Quand ses parents réussissent à sortir de l’hôtel, elles ont repris leurs places. Jack accuse Wendy d’être folle.
Une nuit, Danny rejoint ses parents dans leur lit car il a entendu des bruits bizarres provenant de l’ascenseur. Jack et Wendy les entendent aussi. Jack prétend qu’il s’agit sûrement d’un court-circuit mais les bruits donnent l’impression que des personnes font la fête... Quand ils se rendent sur place, ils découvrent que l’ascenseur est bloqué, Wendy essaie de dissuader Jack de l’ouvrir mais il s’énerve et pousse sa femme qui tombe sur le sol. Dans l’ascenseur, ils découvrent des confettis, des masques de fête et d’autres objets qui ne devraient normalement pas être là. Jack ne s’inquiète pas, mais sa femme et son fils ont peur.
Le jour suivant, Danny entre dans la salle de bal et regarde une horloge disposant d’un mécanisme animé. Tout d’un coup, Danny reçoit une vision macabre lui montrant les couloirs de l’hôtel avec des têtes de morts sur les portes des chambres. Son père fait irruption avec un visage de zombie et un maillet de croquet à la main. Danny reprend conscience et appelle Dick Halorann à l’aide grâce à son don. En Floride, alors que Dick se trouve dans un bar, il reçoit l’appel de Danny. Il en conclut que quelque chose de grave se produit à l’Overlook. Arrivé à l’aéroport, Dick se rend compte que le dernier vol pour le Colorado est déjà parti, il est obligé d’attendre le lendemain pour prendre le suivant. Au même moment, Jack Torrance se trouve dans les sous-sols de l’hôtel. Il se dit qu’il aimerait bien boire un verre et entend une voix fantomatique l’invitant à se rendre dans le Colorado Bar pour en prendre un. Il suit le conseil et entre dans le bar de l’hôtel ; à son arrivée, divers mécanismes s’allument mystérieusement, comme le Jukebox. Là, il trouve des bouteilles remplies d’alcool divers avec un mot de la direction l’invitant à se servir. Danny se réveille à côté de sa mère, mais alors qu'il veut aller retrouver son père, le fantôme d’Horace Derwent portant un masque de loup lui barre le passage en menaçant de le manger.
Terrifié, l’enfant appelle une nouvelle fois Dick Halorann à l’aide. L’appel de Danny le fait saigner du nez, ce qui surprend une cliente de la bibliothèque de l’aéroport. Pendant ce temps, Jack, fortement alcoolisé, rencontre un fantôme de l’Overlook, Delbert Grady, qui était autrefois le gardien de l’hôtel. Celui-ci est maintenant le barman et propose à Jack de boire d’autres verres et ensuite de se rendre dans la salle de bal où tous les fantômes l’attendent. Pendant ce temps, Wendy et Danny sont terrifiés par les bruits provenant des couloirs de l’hôtel. Ils savent que maintenant, les fantômes ont pris possession de l’hôtel... Danny confie aussi à sa mère que Jack a recommencé à boire.
Jack et Grady se rendent à la salle de bal, Jack aperçoit les autres fantômes, parmi eux, l’ancien propriétaire Horace Derwent et une mystérieuse femme qui invite Jack à danser. Pendant la danse, la femme demande à Jack de monter à l’étage pour avoir des rapports, mais à ce moment, il voit les lèvres de la femme craquer comme de la chair morte pourrie. Il refuse l’invitation et la femme lui donne une claque. L’orchestre fantomatique bat son plein et Jack se dirige vers le comptoir du bar pour prendre un verre d’alcool. Grady, le barman, lui dit que son fils a fait appel à quelqu’un de l’extérieur pour l’aider, le « cuisinier nègre », comme il l’appelle. Il lui dit qu’il faut qu’il se charge de donner une bonne correction à sa femme et surtout à son fils. Jack, alcoolisé, accepte… De retour au bar, les fantômes partis, il s’écroule en essayent de prendre un verre derrière le comptoir.
L’avion de Dick Halorann vient d’arriver au Colorado et il loue une voiture pour se rendre à l’Overlook pour aider au plus vite Danny et Wendy. Constatant que les bruits de fête ont disparu, Wendy décide d’aller voir ou se trouve son mari. Elle se rend dans la salle de bal, il n’y a personne. Ensuite, elle se dirige vers le bar et quand elle tourne le dos au comptoir, Jack lui saute dessus et commence à l’étrangler, son fils arrive et le supplie d’arrêter, Wendy casse une bouteille sur la tête de Jack. Assommé, Wendy et Danny l’enferme dans un garde-manger se trouvant dans la cuisine. Elle explique à Danny que son père est maintenant sous l’influence maléfique de l’hôtel. Jack se réveille juste avant qu’ils aient réussi à fermer la porte et jure de se venger en les tuant.
Arrivé à une station service, Dick loue finalement un chasse-neige pour se rendre à l’hôtel au plus vite. Grady libère Jack du garde-manger après que celui-ci lui ait promis de tuer sa famille.
Plus tard, alors que Danny dort à poings fermés, Wendy sort de la chambre pour s’assurer que Jack est encore emprisonné. Dans le hall de l’hôtel, l’ascenseur de l’Overlook se met en marche, des bruits se font entendre, mais Wendy ne se laisse pas intimider. Elle arrive bientôt à la cuisine, pour constater que la porte de la réserve est ouverte et que Jack s'est échappé. De retour dans le hall, elle tombe finalement sur Jack qui la frappe avec un maillet de croquet. À terre, elle crie à Danny de s’enfuir et parvient à envoyer une lourde boule de croquet à la tête de Jack ce qui le fait tomber et le blesse au visage. Wendy en profite pour retourner dans la chambre, et constate que Danny est bien parti se cacher ainsi qu'elle le lui avait demandé. Mais Jack se présente devant la porte de la chambre et la défonce à coup de maillet, enchaînant ensuite sur la porte de la salle de bains où Wendy s’est réfugiée. Delbert Grady l’interrompt pour lui dire que Dick Halorann est arrivé, et qu’il doit s’occuper de lui en priorité. Jack retourne donc dans le hall suivi quelques secondes après par Wendy.
Dick est alors violemment attaqué par Jack qui le frappe à la tête et au ventre. Assommé, Jack s'apprête à s'occuper de Wendy quand le fantôme d'Horace Derwent lui ordonne de retourner à l’étage pour s'occuper de Danny. Pendant ce temps, Danny, réfugié dans le dernier couloir du 3e étage, est pris d'une vision qui lui indique ce que tout le monde a oublié : la chaudière n'ayant pas été baissée, ainsi que Jack était censé le faire, l’hôtel va bientôt exploser.
Parvenu jusqu'à Danny, Jack, totalement possédé par l'hôtel, se met à tout démolir avec son maillet de croquet. Danny parvient à faire brièvement reprendre conscience à son père mais c'est peine perdue. Quelques minutes plus tard, le monstre est de retour et s'apprête à tuer Danny. C'est alors que celui-ci lui rappelle ce qui a été oublié. Pris par surprise, Jack s'enfuit au sous-sol afin de tenter de baisser la pression de la chaudière, mais il est déjà trop tard.
Dans le hall, Dick (qui a repris conscience) ainsi que Wendy et Danny ont juste le temps d'entendre Jack hurler dans l'ascenseur qui le mène au sous-sol avant de s'enfuir. Dans les sous-sols, Jack, accompagné de Grady et de Derwent, réussit à baisser la pression mais entend la voix de son fils lui disant qu’on a toujours le choix, qu’il ne faut pas qu’il laisse l’Overlook l’influencer.
En larmes, Jack fait monter la pression de la chaudière. Fous de rages, les fantômes prennent le contrôle et pousse Jack en arrière pour faire baisser la pression eux-mêmes.

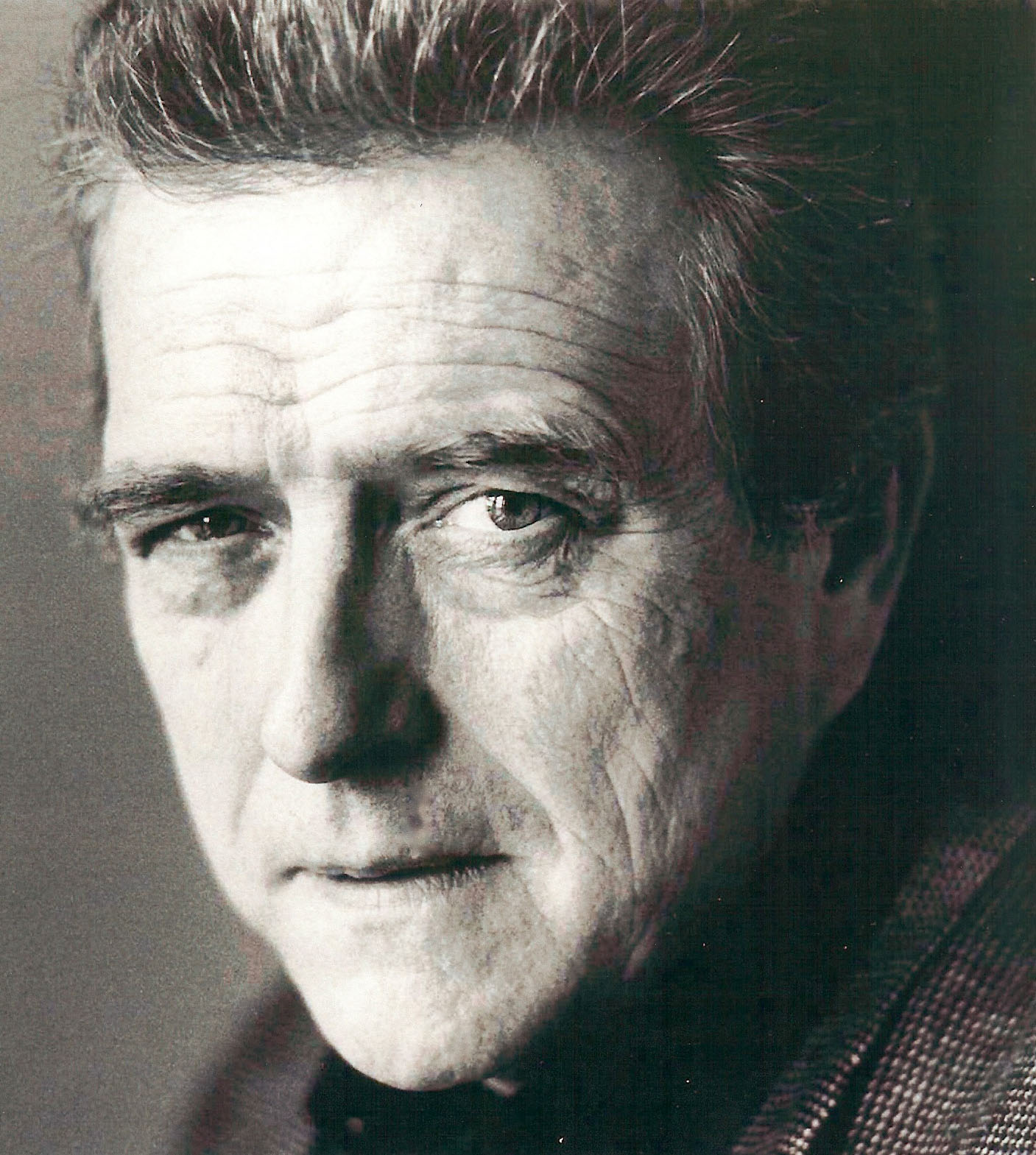
Stanley Anderson, interprète de Delbert Grady.

Danny dit à son père qu’il ne doit pas se laisser faire et qu’il est plus fort qu’eux. Jack prend la place des fantômes et monte la pression. Danny parle une nouvelle fois à son père et lui dit qu’il lui envoie un câlin. Jack, toujours en larmes, fait de même. Danny, Wendy et Dick se dirigent vers le chasse-neige et aperçoivent les animaux de buis qui prennent vie. Jack dit à Grady et à Derwent qu’ils ont perdu et la chaudière explose. L'hôtel s'embrase alors instantanément et les fantômes se désagrègent avec lui. Danny, lui, ne peut que pleurer la mort de son père.
10 ans plus tard, à l’université de Stovington, Dick arrive pour assister à la remise des diplômes. Il y retrouve Wendy qui lui dit qu’elle a créé une galerie d’art avec ses dessins. La proviseure appelle Danny Torrance pour recevoir son diplôme : il a obtenu les félicitations du jury. À l'aide de son don, il dit à Wendy et à Dick qu’il les aime. Wendy est surprise d’avoir entendu ce message. Alors qu’il s’apprêtait à se rasseoir, Danny aperçoit le fantôme de son père devant lui. Jack lui dit qu’il est fier de lui, et lui envoie un câlin avec la main, comme ils avaient l’habitude de le faire quand ils étaient ensemble. Danny fond en larmes et Jack disparaît.
Dans les décombres brûlés de l’hôtel Overlook, une pancarte déclare que l’hôtel sera bientôt reconstruit. Tout à coup, une vision fantomatique de l’hôtel apparaît et une voix de fantôme se fait entendre : « Joli coup »...

## Fiche technique
- Titre original : The Shining
- Titre français : Shining : Les Couloirs de la peur
- Réalisation : Mick Garris
- Scénario : Stephen King
- Musique : Nicholas Pike
- Photographie : Shelly Johnson
- Décors : Craig Stearns et Ellen Totleben
- Costumes : Warden Neil
- Direction artistique : Randy Moore
- Montage : Patrick McMahon
- Maquillage : Joe Colwell, Barry R. Koper, Tracey Levy, Ve Neill, Douglas Noe et Ashlee Petersen, sous la supervision de Bill Corso (en)
- Casting : Lynn Kressel
- Production : Mark Carliner, Elliot Friedgen, Laura Gibson et Stephen King
- Sociétés de production : Lakeside Productions et Warner Bros. Television
- Pays de production :  États-Unis
- Langue originale : anglais
- Format : couleur - 35 mm - 1,85:1 - Dolby Surround
- Année : 1997
- Genre : horreur, fantastique
- Budget : 25 000 000 $ (environ)
- Type : mini-série
- Durée totale : 262 minutes
- Dates de premières diffusions :
  - États-Unis : 27 avril 1997, 28 avril 1997 et 1er mai 1997 sur ABC
  - France :  5 août 2000 sur TF1
- Interdit aux moins de 12 ans lors de sa diffusion en France[réf. nécessaire]

## Distribution
- Steven Weber (VF : Antoine Nouel) : Jack Torrance
- Rebecca De Mornay (VF : Micky Sébastian) : Wendy Torrance
- Courtland Mead (VF : Arthur Pestel) : Danny « Doc » Torrance
- Melvin Van Peebles (VF : Marc Cassot) : Dick Hallorann
- Wil Horneff (VF : Thierry Bourdon) : Tony / Danny à 17 ans
- Elliott Gould (VF : Bernard Tiphaine) : Stuart Ullman
- Stanley Anderson (VF : Michel Prud'homme) : Delbert Grady
- Pat Hingle (VF : Jean-Claude Sachot) : Pete Watson
- John Durbin (VF : Maurice Sarfati) : Horace Derwent
- Cynthia Garris (VF : Elisabeth Fargeot) : Lorraine Massey (La femme morte de la chambre 217)
- Lisa Thornhill (VF : Sophie Gormezzano) : Rita Hayworth Lookalike
- Michael O'Neill (VF : Yves Beneyton) : Dr Daniel Edwards
- Jan Van Sickle (VF : Jean-François Kopf) : Al Shockley
- Miguel Ferrer (VF : Philippe Catoire) : Mark James Torrance (voix)
- Richard Christian Matheson (VF : Marc Bretonnière) : Le tueur à gages
- Sam Raimi : Howie Langston
- Stephen King : Gage Creed
- Mick Garris (VF : Laurent Morteau) : Hartwell
- Tomas Herrera : George Hatfield
- Shawnee Smith : Une serveuse

Version française
- Société de doublage : Studio S.O.F.I.

Sources et légende : Version française sur Forum Doublage Francophone

## Production

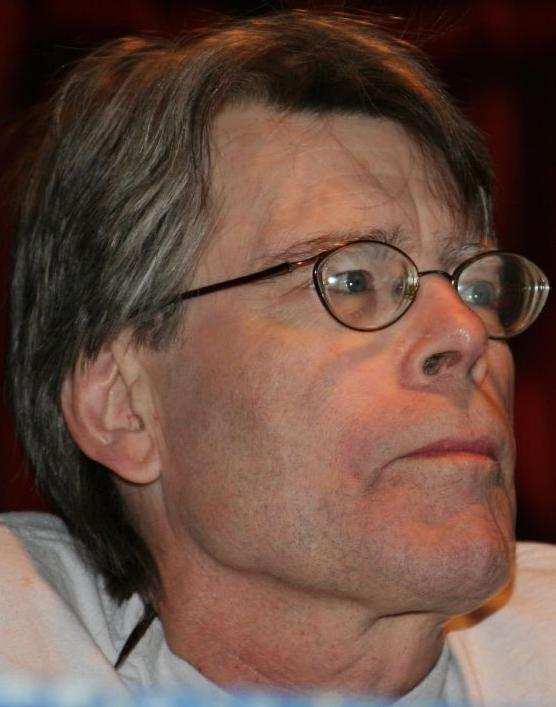
Stephen King en 2007.

### Développement
Après l'énorme succès de la mini-série Le Fléau, la chaîne américaine ABC demanda à Stephen King s'il avait envie d'adapter un autre de ses romans pour la télévision. Sans attendre, il proposa de faire Shining, étant donné qu'il avait été très déçu par le film de Stanley Kubrick, c'était pour lui l'occasion de raconter la véritable histoire de la famille Torrance. Paradoxalement, pour pouvoir faire cette mini-série, King a eu besoin de l'autorisation de Stanley Kubrick, qui a demandé en échange que King arrête de faire des commentaires publics sur sa version. Le scénario fut tout de suite accepté par les dirigeants de la chaîne sans aucune modification. Son scénario est très proche de celui qu'il avait écrit en 1978 pour l'adaptation cinématographique (avant que Kubrick ne décide de faire son propre scénario avec la romancière Diane Johnson) notamment la scène d'introduction avec les voix des tueurs à gages qui torturent une victime. Mick Garris, qui avait déjà réalisé le Fléau, fut naturellement choisi pour mettre en scène Shining.

### Choix des interprètes
Rebecca De Mornay fut le premier choix de Stephen King pour le rôle de Wendy, elle avait déjà été approchée en 1994 par l'équipe. Rebecca De Mornay a finalement accepté le rôle quand le script lui fut transmis. Elle déclare : « Je crois tout simplement que notre mini-série est plus effrayante, plus inquiétante et plus divertissante. Ceux qui ont lu le livre trouveront également que notre version est plus proche de la réalité. » Le rôle de Jack Torrance a été proposé à de nombreux acteurs, notamment Tim Daly, qui était occupé sur un autre projet, et Gary Sinise, le héros du Fléau, qui ne voulait pas « se mettre dans les souliers de Jack Nicholson. » Excédé par une telle angoisse de la part des acteurs, Stephen King a même envisagé de repousser le projet. Il déclare à l'époque « J'ai attendu 18 ans pour réaliser mon projet et si nous ne pouvons pas obtenir l'acteur parfait pour jouer Jack Torrance je prefère attendre encore 18 ans. » C'est finalement Rebecca De Mornay qui proposa Steven Weber à la production. Comme il était déjà pris par la série Wings il a souvent dû faire des aller-retours entre les deux tournages.

### Réalisation
Le tournage de la mini-série s'est déroulé durant l'année 1996 à Arvada, Denver et à Estes Park au Colorado puis en Floride. Le budget de 25 millions de dollars permit à la mini-série d'être réalisée dans le Stanley Hotel car Stephen King voulait que Shining se déroule dans l'hôtel qui avait inspiré son livre. Le Stanley Hotel venait d'être racheté par un nouveau propriétaire et il était quasiment à l'état d'abandon. King s'est alors engagé à aider financièrement la restauration de l'hôtel en échange de pouvoir y réaliser la mini-série. Il avait dormi dans cet hôtel, une nuit de 1974, avec sa femme, dans la célèbre chambre 217. Cette nuit-là il était le seul client dans l’hôtel car c'était le dernier jour où le Stanley Hotel fût ouvert au public, le lendemain l’hôtel ferma ses portes pour la saison hivernale. Durant cette fameuse nuit, Stephen King aurait vécu des phénomènes paranormaux et l'idée de Shining est alors apparue. Pour son livre, il s'est aussi inspiré des rumeurs sur le fantôme d'une hypothétique femme de chambre qui hanterait la chambre 217 pour raconter l'histoire de la femme abandonnée par son amant qui se tranche les veines dans la baignoire.
Les acteurs et les membres de l'équipe technique ont séjourné dans l'hôtel pendant la durée du tournage et certaines personnes auraient aussi vécu des phénomènes paranormaux, l'hôtel profite d'ailleurs de cette réputation pour organiser des visites appelées « Ghost Tours » pour les touristes. Pour le tournage, des éléments spécifiques ont été apportés pour rendre l'intérieur de l'hôtel plus ancien. Comme la neige se faisait rare au début du tournage, de la glace et des machines à faire de la neige ont été apportées pour donner l'illusion d'un hiver enneigé. Par la suite, il se mit rapidement à neiger sur Estes Park. Stephen King était très présent lors de la réalisation, donnant son avis sur beaucoup de choses, il avait par ailleurs lui-même pris les photos d’archives de l’Overlook qu’on peut apercevoir dans l’album au sous-sol. Beaucoup de personnes eurent droit à un petit caméo dans Shining : Stephen King fait une apparition dans le rôle du chef d'orchestre Gage Creed, dont le nom fait référence à Simetierre, Frank Darabont fait quant à lui une petite apparition parmi les fantômes de l'hôtel, Mick Garris, le réalisateur, fait aussi un caméo dans la réunion des alcooliques anonymes et enfin Sam Raimi apparait dans le rôle de Howie Langston, le garçon de la station service. La scène où Steven Weber saigne du nez n'était pas prévu, cet accident est arrivé spontanément.

## Accueil
Shining a reçu de très bonnes critiques à l'époque de sa diffusion, le magazine TV Guide lui donna une note de 10/10, une première pour l'époque. Ken Tucker de Entertainment Weekly lui donna un B+ : « Shining est une variation étonnante d'une histoire de fantômes combinée avec un récit édifiant sur l'alcoolisme... Ce qui donne un résultat vraiment effrayant. » Pour The Hollywood Reporter c'est tout simplement « la meilleure mini-série jamais portée à l'écran. » Pour Ray Richemond de Variety Shining est une réussite : « sa lenteur est soigneusement calculée pour utiliser tout le temps pour peindre un tableau complexe émotionnellement, profond et surprenant. Il est effrayant sans être particulièrement sanglant jusqu'au grand final. »
John J. O’Connor du New York Times déclare que « le scénario de Stephen King est savamment maîtrisé pour que l’horreur puisse aboutir durant toute la durée de la mini-série. » Il qualifie aussi le casting comme terriblement efficace. Pour Robert Strauss de The Philadelphia Inquirer « Shining est magistralement conçu, il dure juste assez longtemps pour nous donner la chair de poule à chaque bruit effrayant. »
En ce qui concerne les critiques négatives, Hal Boedeker, de Orlando Sentinel, déclare que « Shining n'est malheureusement pas effrayant... Mais Steven Weber donne une performance plus riche que celle de Nicholson. » Dans sa critique, Steve Johnson du Chicago Tribune compare la mini-série avec le film de Stanley Kubrick: « Sa plus grande erreur est de mettre l'accent directement sur l'alcoolisme de l'écrivain... Suivi par une fin nauséabonde. »
Lors de leurs premières diffusions sur la chaîne ABC, les trois parties de la mini-série ont réuni respectivement 19,8 ; 18,3 et 18,2 millions de téléspectateurs,.
En France, la mini-série a été suivie par 3 696 700 de téléspectateurs soit 23 % de part de marché.

## Diffusions françaises
La mini-série a été diffusée pour la première fois en France le 5 août 2000 sur TF1 puis rediffusée sur TF6, Série Club, 13e Rue, Jimmy, NRJ 12, Virgin 17, SyFy, Paris Première et HD1.
À sa première diffusion sur TF1, Shining, normalement constitué de trois parties de 87 minutes, fut raccourci pour pouvoir être diffusée en une soirée. La mini-série a alors été réduite pour pouvoir atteindre deux parties de 90 minutes chacune pour une durée totale de trois heures. Pour les premières diffusions françaises, la mini-série était nommée « Les Couloirs de la peur ». Pour les rediffusions qui ont suivi, elle a été renommée « Les Couloirs du temps » en 2004 puis « Les Couloirs de la mort » en 2014. En 2015, elle retrouve son premier titre de diffusion « Les Couloirs de la peur ».

## Distinctions

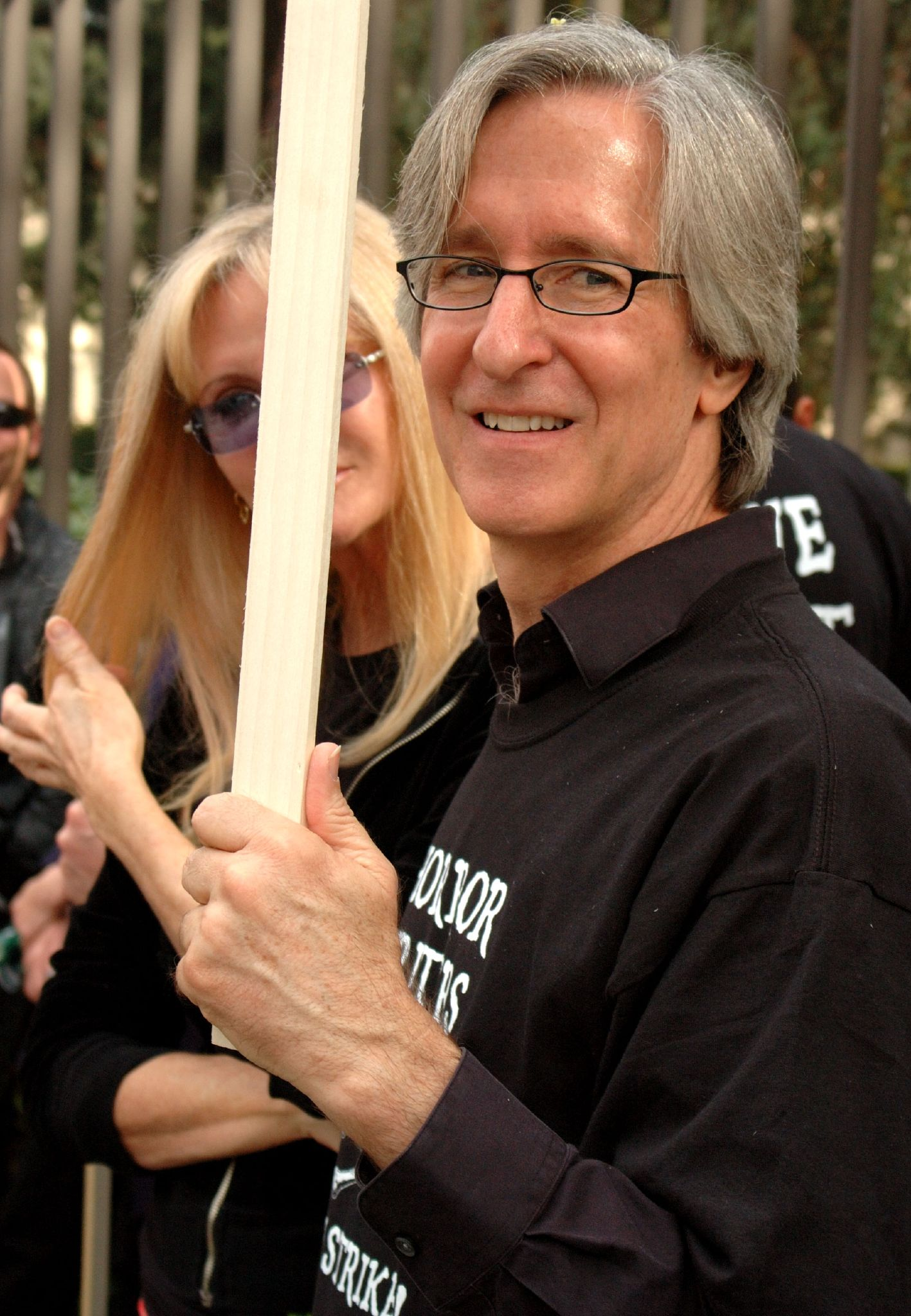
Mick Garris en 2007.

Sauf indication contraire, les informations mentionnées dans cette section peuvent être confirmées par la base de données cinématographiques IMDb,  présente dans la section « Liens externes ».

### Récompenses
- Primetime Emmy Awards 1997 :
  - Meilleur maquillage pour une mini-série ou un programme spécial pour Ve Neill, Bill Corso (en), Douglas Noe, Tracey Levy, Barry R. Koper, Ashlee Petersen, Jill Rockow, Joe Colwell, Steve Johnson et Joel Harlow
  - Meilleure bande sonore
- Saturn Awards 1998 :
  - Meilleure mini-série
  - Meilleur acteur de télévision pour Steven Weber

### Nominations
- Primetime Emmy Awards 1997 : meilleure mini-série
- CSA Awards 1997 : meilleur casting pour Lynn Kressel
- ACE Awards 1998 : meilleur montage pour Patrick McMahon
- MPSE Awards 1998 : meilleur montage sonore
- Young Artist Awards 1998 : meilleure performance dans une mini-série pour Courtland Mead[23]

## Différences entre le roman et la mini-série
- Dans le livre Danny a 5 ans, alors que dans cette version il a 7 ans.
- Dans le livre, Grady, l'ancien gardien, était avec sa femme et ses deux petites filles. Dans cette mini-série il était seul dans l'hôtel.
- Dans le livre, Jack rencontre le barman de l'Overlook, Lloyd. Dans cette version, le barman n'est autre que Delbert Grady, l'ancien gardien.
- Dans le livre, Lorraine Massey (la femme de la 217) était une très vieille femme à la chevelure rousse. Dans cette mini-série c'est une femme blonde d'une quarantaine d'années.
- Dans le livre elle se suicide avec de l'alcool et des médicaments, dans cette mini-série elle se tranche les veines.
- Dans le livre, Danny Torrance est attaqué par les buis taillés, dans cette mini-série l'arrivée de sa mère le sauve.
- Dans le livre, au moment de la chaudière, Jack (alors complètement possédé par l’Overlook) essaie à tout prix de faire descendre la pression pour éviter que l’hôtel n’explose. Mais cela ne suffit pas et le drame se produit. Dans la mini-série, Jack est contacté par Danny via le Shining et prend conscience qu’il doit faire monter la pression pour faire exploser l’hôtel et ainsi sauver sa famille de lui-même et des fantômes de l’Overlook.
- À la fin du livre on retrouve Wendy et Danny un an après le drame de l'Overlook, dans la mini-série on les retrouve 10 ans plus tard à la remise du diplôme de Danny suivi par la vision fantomatique de l'hôtel.
- Dans le livre Jack voit les animaux en buis taillés le menacer avant que la neige tombe : c'est le contraire dans la mini-série.

## Bande originale

### Bande originale
Bandes originales de Nicholas Pike
La Bande originale est sortie en 1997 sous le label Super Tracks Music Group NPRM 217 et Warner Music Group :
| 1.    | Main Title                | 1:35 |
| 2.    | To The Mountains          | 1:29 |
| 3.    | You're Not Well           | 3:37 |
| 4.    | Draw Good Fruit           | 1:23 |
| 5.    | A Great Hotel             | 1:49 |
| 6.    | That You Jack ?           | 1:25 |
| 7.    | Visiting The Doctor       | 1:35 |
| 8.    | Into The Pantry           | 2:51 |
| 9.    | Well, Doc ?               | 1:59 |
| 10.   | Psychic Call              | 1:44 |
| 11.   | Croquet With Wendy        | 1:22 |
| 12.   | Topiary Tango             | 4:18 |
| 13.   | They're Still Here        | 1:57 |
| 14.   | Unmask !                  | 0:27 |
| 15.   | Room 217                  | 1:58 |
| 16.   | Falling Into Blackness    | 2:02 |
| 17.   | Oh, I'm Not Seeing This ! | 2:09 |
| 18.   | You Don't Scare Me...     | 4:29 |
| 19.   | Are You Happy ?           | 1:42 |
| 20.   | Guess What You Forgot ?   | 2:29 |
| 21.   | 10 Years Later            | 3:31 |
| 46:08 |                           |      |

### Bande originale intégrale
Une version intégrale de la Bande originale de Shining : Les Couloirs de la peur est sortie en 2017 sous le label Varèse Sarabande lors de l'édition d'un coffret regroupant plusieurs musiques d'oeuvres de Stephen King dont Dreamcatcher : L'Attrape-rêves, Firestarter et Le Fléau :

### Autres chansons
Autres chansons non incluses sur l'album :
- One for My Baby (and One More for the Road), de Harold Arlen et Johnny Mercer
- I Can't Get Started, de Vernon Duke
- In the Mood, de Joe Garland et Glenn Miller
- Boogie Woogie Bugle Boy, de Don Raye et Hugh Prince
- Chattanooga Choo Choo, de Harry Warren
- Toot, Toot, Tootsie, Goodbye de Gus Kahn, Ernie Erdman et Danny Russo
- Moonlight Magic de Alan Moorhouse
- Hit The Ground Running de  Tim Finn
- In the Midnight Hour de Wilson Pickett

## Sortie vidéo
L'intégrale de la mini série est sortie le 12 mars 2003 chez Warner Home Video en DVD Snap Case au format 1.85:1 panoramique 16/9 en français, anglais et italien en 2.0 avec sous-titres français, anglais, italiens, espagnols, allemands, roumains, néerlandais, arabes et anglais pour sourds et malentendants et italiens pour sourds et malentendants. En suppléments un commentaire en VO sans sous-titres et onze scènes supplémentaires en VOST.